# 파블레 이벨랴
파블레 이벨랴(세르비아어: Павле Ивеља, 1998년 1월 20일~)는 세르비아의 축구 선수이다.

## 참고 문헌
- “KFA 통합경기정보 시스템”. 대한축구협회.
- “K리그 데이터 포털”. 한국프로축구연맹.
- “파블레 이벨랴”. 《트랜스퍼마크트》.
- “파블레 이벨랴”. 《천안 시티 FC》. 천안시민프로축구단.